# تشارلز إي. فرازير
تشارلز إي. فرازير (بالإنجليزية: Charles E. Fraser)‏ هو شخصية أعمال أمريكي، ولد في 13 يونيو 1929 في هاينزفيل في الولايات المتحدة، وتوفي في 15 ديسمبر 2002 في بروفيدنسياليس في جزر توركس وكايكوس.